# Ціль сталого розвитку 4. Якісна освіта
Цілі сталого розвитку. Ціль 4: Якісна освіта - забезпечення всеохоплюючої і справедливої якісної освіти та заохочення можливості навчання впродовж усього життя для всіх.
Якість освіти впливає на рівень добробуту суспільства, а можливість навчання впродовж усього життя кожної людини оновлює капітал відповідей на виклики нашої сучасності. В свою чергу рівноправний доступ до недорогого професійного навчання, ліквідація гендерних і матеріальних розбіжностей і забезпечення загального доступу до освіти  є чіткими орієнтирами для бізнесу на шляху досягнення цілей сталого розвитку. 
Виконуючі активності у сфері підвищення якості освіти бізнес має можливість обміну досвідом, ідеями та інноваціями, таким чином  розширюючи  радіус довіри до свого бренду.

## Завдання Цілі 4.

«Ціль 4: Якісна освіта»

4.1. Забезпечити доступність якісної шкільної освіти для всіх дітей та підлітків
4.2. Забезпечити доступність якісного дошкільного розвитку для всіх дітей
4.3. Забезпечити доступність професійної освіти
4.4. Підвищити якість вищої освіти та забезпечити її тісний зв’язок з наукою, сприяти формуванню в країні міст освіти та науки
4.5. Збільшити поширеність серед населення знань і навичок, необхідних для отримання гідної роботи та підприємницької діяльності
4.6. Ліквідувати гендерну нерівність серед шкільних учителів
4.7. Створити у школах сучасні умови навчання, включаючи інклюзивне, на основі інноваційних підходів
4.a. Створювати й удосконалювати навчальні заклади, що враховують інтереси дітей, особливі потреби людей з інвалідністю і гендерні аспекти, забезпечити вільне, безпечне від насильства і соціальних бар’єрів та ефективне середовище навчання для всіх.
4.b. До 2020 року значно збільшити в усьому світі кількість стипендій, які надаються країнам, що розвиваються, особливо найменш розвиненим країнам, малим острівним державам, що розвиваються, й африканським країнам, для здобуття вищої освіти, включаючи професійно-технічну освіту і навчання з питань інформаційно-комунікаційних технологій, технічні, інженерні та наукові програми, у розвинених країнах та інших країнах, що розвиваються.
4.c. До 2030 року значно збільшити кількість кваліфікованих вчителів, зокрема шляхом міжнародного співробітництва у підготовці вчителів у країнах, що розвиваються, особливо в найменш розвинених країнах і малих острівних державах, що розвиваються.

## Завдання Цілі 4 в Україні.
- 4.1. Забезпечити доступність якісної шкільної освіти для всіх дітей та підлітків
- 4.2. Забезпечити доступність якісного дошкільного розвитку для всіх дітей
- 4.3. Забезпечити доступність професійної освіти
- 4.4. Підвищити якість вищої освіти та забезпечити її тісний зв’язок з наукою, сприяти формуванню в країні міст освіти та науки
- 4.5. Збільшити поширеність серед населення знань і навичок, необхідних для отримання гідної роботи та підприємницької діяльності
- 4.6. Ліквідувати гендерну нерівність серед шкільних учителів
- 4.7. Створити у школах сучасні умови навчання, включаючи інклюзивне, на основі інноваційних підходів

### Зовнішні посилання
1. Резолюція, прийнята Генеральною Асамблеєю 25 вересня 2015 року. Сторінка 18.
https://www.undp.org/sites/g/files/zskgke326/files/migration/ua/Agenda2030_UA.pdf 
Archived 